# Hiawatha

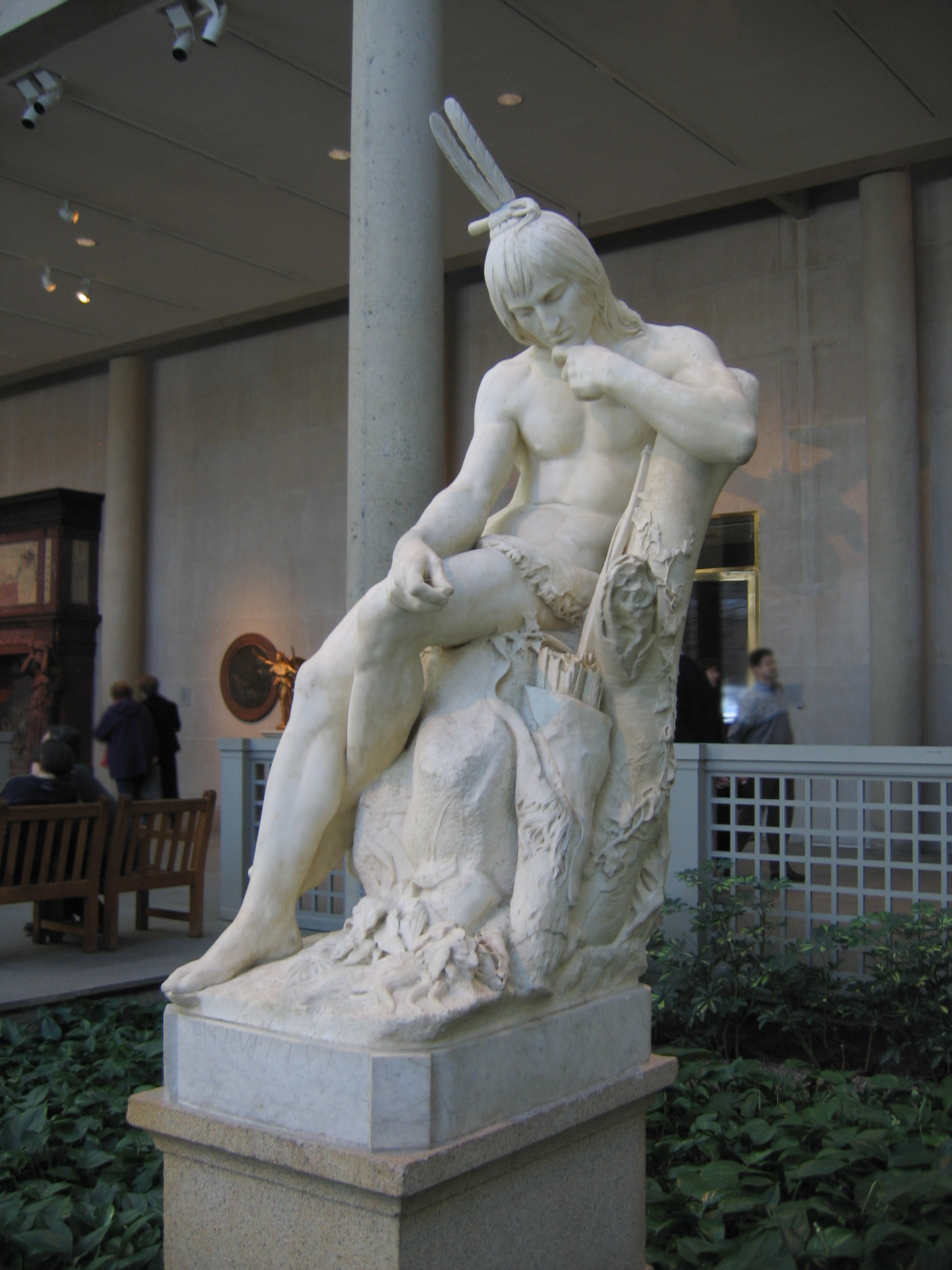
Hiawatha por Augustus Saint-Gaudens

El Cinturón de Hiawatha forma la base de la bandera de la Confederación Haudenosaunee.

Hiawatha (también conocido como Ayenwatha o Ha-yo-went'-ha) vivió sobre el año 1450, y fue líder de las naciones indígenas de los onondaga y de los mohawk.

## Biografía
Hiawatha fue seguidor de El Gran Pacificador, un profeta y líder espiritual que se considera como el fundador de la Confederación Iroquesa, (también conocida como Haudenosaunee). Si El Gran Pacificador era el hombre de las ideas, Hiawatha fue el político que realmente puso el plan en práctica. Hiawatha fue un orador experto y carismático, y fue decisivo en persuadir a los Iroqueses, a los seneca, los onondaga, los oneida, los cayuga, y los mohawk, todos ellos un grupo de tribus que compartían lenguas similares, para que aceptaran la visión de El Gran Pacificador y se unieran para convertirse en la Confederación Iroquesa (posteriormente, en 1721, los tuscarora también se unieron a la confederación).
Se presume que vivió en torno al 1450 o 1600 por la mayoría de antropólogos y arqueólogos, pero se suele considerar que la Confederación se estableció antes de los viajes de Colón. Algunos historiadores han propuesto que fundó la Confederación en torno al 1442, año en que un eclipse solar se vio en todo el territorio de los senecas, dicho fenómeno es el que mejor encaja con el eclipse relatado en la tradición oral que sucedió cuando se fundó la Confederación. El antropólogo Dean Snow señala que según pruebas antropólogicas la Confederación no pudo fundarse antes del 1450 y que fechas anteriores son apoyadas por razones políticas, sin embargo, estudios de datación por radiocarbono indican que los onondagas ya eran una cultura desarrollada en torno al 1200 d. C.. con un margen de 60 años y los iroqueses aparecieron como cultura antes del año 1000. Los primeros registros conocidos de los iroquenses son de cerca del 1535 por las misiones de exploración de Jacques Cartier.

## Leyenda
Según leyendas es enviado a la tierra en una misión mesiánica, para ser un ejemplo para todos los hombres, para fortalecer su coraje y su unión, Hiawatha nació entre los indios y vivió como un guerrero, caza, como los demás hombres. Pero si es necesario, puede transformarse en un pájaro, un pez o cualquier tipo de animal o planta. 
Navegando en un lago en su canoa de piedra, es tragado por un pez gigante, le atraviesa el corazón y emerge triunfante. Se cree que las características de los animales, como la mancha roja en la cabeza del pájaro carpintero y lugares específicos, son marcas dejadas por Hiawatha.
Según los informes, el héroe indio, cuando murió, fue enterrado bajo una montaña de tres millas de largo, llamada The Sleeping Giant, al este de Thunder Bay en el lago Superior. Según otros, Hiawatha no estaría muerto, sino que viviría sobre la tierra, entre el hielo.

## La película
En 1940, existió un proyecto para una película sobre el Hiawatha histórico de Monogram Pictures que fue desechada. La razón dada era que el papel de pacificador de Hiawatha podría ser visto como "propaganda Comunista". Vince Edwards representó el papel principal de "Hiawatha" en la película del 1952 del mismo nombre, la última obra de Monogram Pictures.

## Cortometraje de Disney
En 1937 se dio a conocer un cortometraje de Disney llamado "Little Hiawatha", en el que se muestra una manera de cómo en su primer y único día de cacería, Hiawatha se convirtió en el buen hombre que todos conocen.

## Poema
Minnehaha es una mujer nativa norteamericana ficticia que aparece en el poema épico La canción de Hiawatha, escrito por Henry Wadsworth Longfellow en 1855. Ella es la amante de Hiawatha, el protagonista principal. 
El compositor Antonín Dvořák hace referencia explícita a la historia de Hiawatha, según H. Longfellow, en su New World Symphony.